# Кёппен, Фридрих
Фри́дрих Кёппен (нем. Friedrich Köppen; 1775—1858) — немецкий философ и богослов.
Сначала пастор в Бремене, затем профессор в Ландсгуте и Эрлангене; выступал против Канта и Фихте, а особенно против Шеллинга, примыкая к Якоби; его главное сочинение: «Darstellung des Wesens der Philosophie» (1810).